# Robert Bruce, 1. Earl of Ailesbury

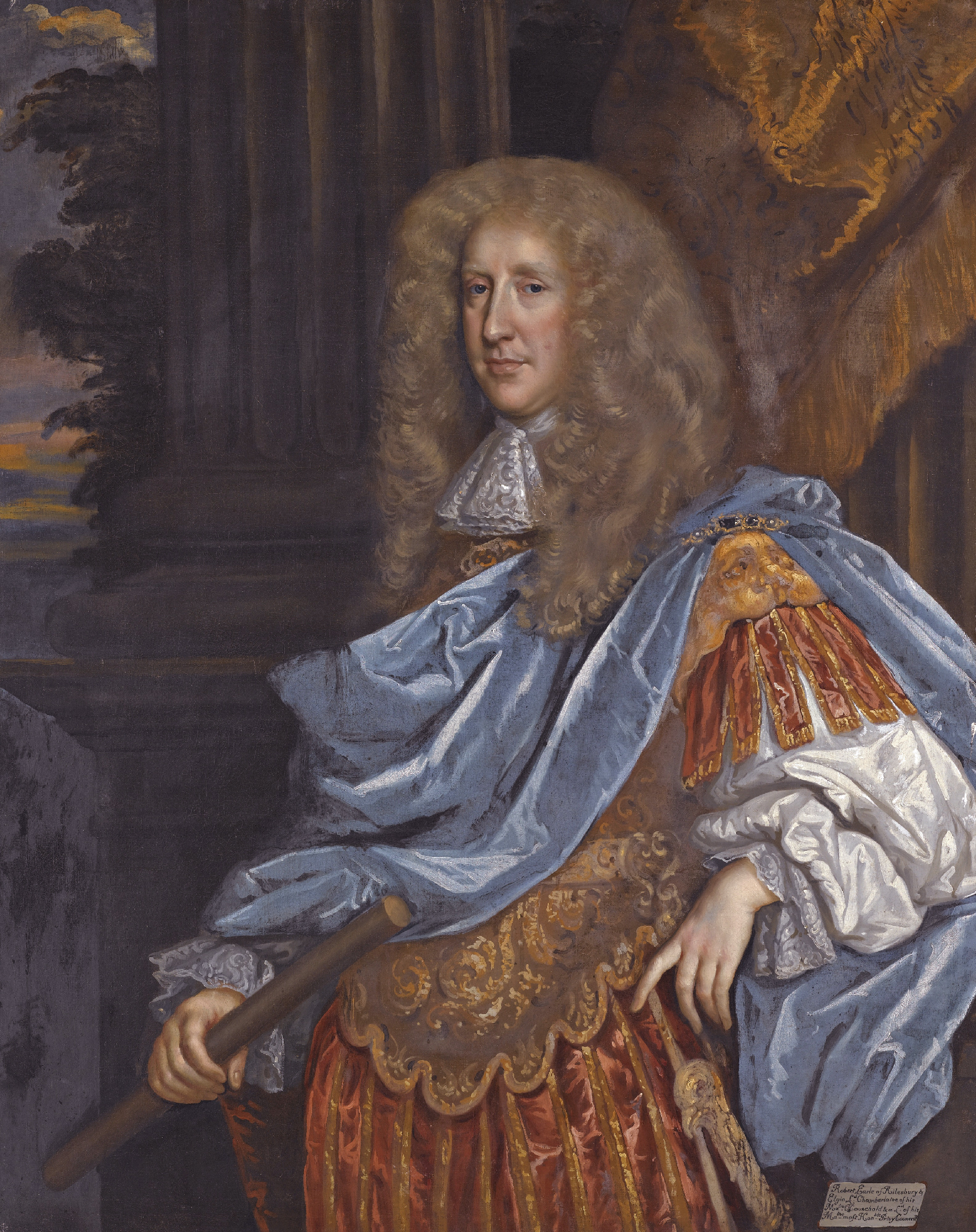
Robert Bruce, 1. Earl of Ailesbury

Robert Bruce, 2. Earl of Elgin, 1. Earl of Ailesbury, PC, FRS (* 19. März 1626 in London; † 20. Oktober 1685 in Ampthill) war ein schottisch-englischer Adliger und Politiker.

## Leben
Bruce war der einzige Sohn von Thomas Bruce, 1. Earl of Elgin, aus dessen erster Ehe mit Anne Chichester. Als Heir apparent seines Vaters führte er den Höflichkeitstitel Lord Bruce.
Ab 1660 war er, zunächst gemeinsam mit dem Earl of Cleveland, von 1667 bis zu seinem Tod schließlich allein Lord Lieutenant von Bedfordshire. Als Knight of the Shire für Bedfordshire 1660 und erneut 1661 bis 1663 Abgeordneter im englischen House of Commons und nahm als solcher am Convention Parliament und dem Cavalier Parliament teil.
Er erbte die Adelstitel seines Vaters, als dieser am 21. Dezember 1663 starb. Als schottischer 2. Earl of Elgin wurde er Mitglied des schottischen Parlaments und als englischer 2. Baron Bruce, of Whorlton in the County of York, auch Mitglied des englischen House of Lords, weshalb er aus dem englischen House of Commons ausschied.
Am 18. März 1664 wurde er für seine Vermittlungsverdienste während der Englischen Restauration mit dem englischen Titel Earl of Ailesbury, in the County of Buckingham, belohnt, nebst der nachgeordneten Titel Viscount Bruce, of Ampthill in the County of Bedford, und Baron Bruce, of Skelton in the County of York. Mit diesen Titeln war ein Sitz im englischen House of Lords verbunden.
Im Oktober 1678 wurde er ins Privy Council aufgenommen und ein Gentleman of the Bedchamber. Von 1681 bis zu seinem Tod war er außerdem Lord Lieutenant von Cambridgeshire und Hampshire. 1685 wurde er Mitglied der Royal Society und am 30. Juli Lord Chamberlain of the Household.
Er starb 1685 im Alter von 58 Jahren in Houghton House nördlich von Ampthill in Bedfordshire und wurde am 26. Oktober desselben Jahres in Maulden bestattet. 1686 baute seine Witwe in der Nähe Ampthill House, ursprünglich als Dower House.